# Apicia atia
Apicia atia är en fjärilsart som beskrevs av Druce 1892. Apicia atia ingår i släktet Apicia och familjen mätare. Inga underarter finns listade i Catalogue of Life.